# Colpach-Haut
Colpach-Haut (franska) (luxemburgiska: Uewerkolpech lyssna (fil), tyska: Obercolpach) är en ort i kantonen Redange i västra Luxemburg. Den ligger i kommunen Ell nära gränsen till Belgien, cirka 28,5 kilometer nordväst om staden Luxemburg. Orten har 327 invånare (2022).